# Umeå
Umeå er en by i Västerbotten det nordøstlige Sverige med 94.243 (2023) indbyggere. Den er landsdelen Norrlands største by og er residensby i Västerbottens län og hovedby i Umeå kommune. Ume älv løber ud i havet ved Umeå havn i Holmsund.
Umeå Universitet og Norrlands universitetssygehus er to af de største arbejdspladser. Umeå Universitet har 37.000 studerende og 4200 ansatte. Etableringen af universitetet har gjort Umeå til en universitetsby på linje med Odense med et stort kulturelt udbud og et attraktivt sted at studere for udenlandske studerende.
Norrlands universitetssygehus servicerer Norrlandregionen.

## Infrastruktur
Gennem Umeå går Europavej E4, (som begynder i Torneå og slutter mellem Helsingborg og Helsingør), og Europavej E12 (Den Blå Vej) som begynder i Mo i Rana i Norge og ender i Helsinki i Finland. En færgerute går fra Holmsund til Vaasa i Finland. Lufthavnen Umeå City Airport ekspederede 815.154 passagerer og 6.200 landinger i 2009. I 2010 blev Botniabanan, en ny jernbane fra Örnsköldsvik til Umeå, indviet.
Umeå centralstation er et stop på Botniabanan og Stambanan genom övre Norrland.
Umeå blev grundlagt i 1588 og er venskabsby med den danske by Helsingør.

## Kultur
Umeå er en by rig på kultur og blev sammen med Riga i Letland udnævnt til Europas kulturhovedstad i 2014. Umeå er den nordligst beliggende by, som er blevet tildelt denne titel.
Hvert år afholdes Umeå Jazz Festival, som er en af de største jazzfestivaler i Skandinavien.
Umeå er tillige hjemsted for Norrlandsoperaen.
Museet Guitars - the Museum blev grundlagt i 2014 og huser udover udstilling også rockklub, en restaurant, en musikforretning og en pladebutik.